# Massaud uld Bu al-Chajr
Massaud uld Bu al-Chajr (ar. مسعود ولد بو الخير, fr. Messaoud Ould Boulkheir, ur. 1943 w Fara al-Kitan), mauretański polityk, przewodniczący Zgromadzenia Narodowego od kwietnia 2007. Lider Powszechnego Sojuszu Postępowego (APP, Alliance populaire progressiste). Działacz na rzecz praw ludności Czarnej Afryki. Kandydat w wyborach prezydenckich w 2003, 2007 i w 2009.

## Młodość i edukacja
Massaud uld Bu al-Chajr z pochodzenia jest Haratynem. Urodził się prawdopodobnie w 1943 (brak aktu urodzenia) w Fara al-Kitan w pobliżu miasta An-Nama. Jego rodzice byli niewolnikami. Żyli jednak samodzielnie i trudnili się rolnictwem, hodowlą bydła oraz łowiectwem.
W 1950 Bu al-Chajr z nakazu swoich panów, wyjechał do An-Namy i rozpoczął tam naukę we francuskiej kolonialnej szkole podstawowej. W 1957 zaczął naukę w szkole średniej Xavier Coppolani w Rosso. Nie ukończył jednak szkoły i w 1960 został z niej wydalony. Jak sam przyznał, stało się to częściowo z jego własnej winy, a częściowo z powodu jego niskiego statusu społecznego.

## Działalność polityczna
Po relegacji ze szkoły, Bu al-Chajr został wolontariuszem w sekretariacie okręgu An-Namy. W 1960 rozpoczął pracę urzędnika w administracji okręgu Atar. W tym czasie awansował i kolejno zajmował stanowiska: szefa dystryktu (1972), prefekta (1975), zastępcy gubernatora (1979) i gubernatora regionów Ghidimagha i Kurkul (1981).
W 1978 założył podziemną organizację El-Hor, walczącą o równe prawa dla Haratynów.
W grudniu 1984, po zamachu stanu i przejęciu władzy przez Maawiję uld Taję, Bu al-Chajr został mianowany ministrem rozwoju wsi. 18 marca 1988 został usunięty ze stanowiska ministra z powodu swojego zaangażowania w obronę praw ludności Czarnej Afryki.
W 1990 założył Zjednoczone Siły Demokratyczne na rzecz Zmian (FUDC), w rezultacie czego od maja do lipca 1991 był więziony razem z innymi współzałożycielami ugrupowania. W 1992 został założycielem i sekretarzem generalnym Zjednoczonych Sił Demokratycznych (UDF). W 1995 utworzył własną partię Akcja na rzecz Zmian (AC), która w 2002 została rozwiązana przez prezydenta Taję. Kolejną jego inicjatywą było powołanie Powszechnego Sojuszu Postępowego (APP), którego liderem pozostaje do dziś.
Bu al-Chajr wziął udział w wyborach prezydenckich 7 listopada 2003, zajmując w nich 4. miejsce z 5% poparciem. Już następnego dnia razem z Muhammadem Chuna uld Hajdallą oraz Ahmadem uld Daddahem uznał je za sfałszowane i nieważne.
20 stycznia 2007 ogłosił swój start w kolejnych wyborach, po odsunięciu od władzy prezydenta Taji w wyniku zamachu stanu. W wyborach prezydenckich 11 marca 2007 zajął 4. miejsce z wynikiem 9,8% głosów poparcia. 19 marca 2007 ogłosił poparcie dla Sidi uld Szajcha Abdallahiego w drugiej turze głosowania. 26 kwietnia 2007 Boulkheir został wybrany przewodniczącym Zgromadzenia Narodowego. Jego kandydaturę poparło 91 z 93 deputowanych, biorących udział w głosowaniu.
Po zamachu stanu w sierpniu 2008, Bu al-Chajr stwierdził, że nadal uznaje za głowę państwa uwięzionego przez juntę wojskową prezydenta Abdallahiego. Powszechny Sojusz Postępowy przystąpił zaś do Narodowego Frontu Obrony Demokracji, koalicji partii sprzeciwiających się zamachowi stanu i rządom junty. Bu al-Chajr 10 listopada 2008 zbojkotował również pierwsze posiedzenie Zgromadzenia Narodowego, zwołane po wojskowym zamachu stanu.
Bu al-Chajr, po podpisaniu porozumienia 4 czerwca 2009 między władzą a opozycją o przesunięciu terminu wyborów prezydenckich, zdecydował się na uczestnictwo w nich. W czasie kampanii wyborczej wzywał do zerwania z tradycją zamachów wojskowych i obrania przez kraj „nowej ścieżki demokracji, jedności i solidarności”. W wyborach prezydenckich z 18 lipca 2009 zajął drugie miejsce. Zdecydowane zwycięstwo odniósł Muhammad uld Abd al-Aziz. Według oficjalnych wyników zdobył aż 52,6% głosów poparcia i tym samym wygrał już w pierwszej turze głosowania. Bu al-Chajr oraz inny kandydat opozycji Ahmad uld Daddah zdobyli odpowiednio 16,3% oraz 13,7% głosów poparcia. Opozycja odrzuciła wyniki wyborów, uznając je za „sfabrykowane” oraz wezwała społeczność międzynarodową do wszczęcia dochodzenia w sprawie uczciwości przebiegu procesu wyborczego. Międzynarodowi obserwatorzy z Unii Afrykańskiej i Ligi Państw Arabskich nie stwierdzili jednak żadnych oszustw wyborczych.
Massaud uld Bu al-Chajr jest żonaty, ma trzech synów i osiem córek.